# NBCUniversal
NBCUniversal Media, LLC (anteriorment coneguda com a NBC Universal, Inc.) és una companyia nord-americana dels mitjans de comunicació de masses enfocada en la producció i mercat d'entreteniment, notícies, i productes i serveis informatius per a una base global de clients. La companyia posseeix i opera cadenes de televisió, diversos canals de cable, i un grup d'estacions locals al llarg dels Estats Units, així com productores de pel·lícules, companyies per a producció de televisió, i parcs temàtics.
NBC Universal va ser formada al maig de 2004, com a resultat d'una fusió entre la National Broadcasting Company (NBC), propietat de General Electric, amb Vivendi Universal Entertainment, una subsidiària de Vivendi. Juntament amb GE, l'operador de cable nord-americà Comcast va anunciar un acord de compra per a la companyia el 3 de desembre de 2009. Després d'aprovacions regulatòries, la transacció es va completar el 28 de gener de 2011. Com a conseqüència de l'acord, Comcast va retenir el 51 per cent de NBC Universal, mentre GE el restant 49 per cent. El 19 de març de 2013 Comcast es va tornar propietari total de NBC Universal en comprar la part del paquet accionariat que li corresponia a General Electric.
Originalment, el logotip de NBCUniversal va ser una combinació del logotip de NBC (que s'assembla a un paó) i el logotip d'Universal Studios (que consta d'un globus terraqüi i text), dos de les divisions més importants del grup. El logotip va ser redissenyat al gener de 2011 per reflectir el paper de Comcast com el nou propietari de la companyia.
NBC Universal té seu en el Rockefeller Center a Midtown Manhattan de la Ciutat de Nova York. La companyia és una de dues successores a la Music Corporation of America (MCA), l'altra sent Vivendi a través de la seva subsidiària, Universal Music Group.

## Història

### Història primerenca
NBC i Universal Television van tenir una associació que es remunta a 1950, quan el primer avantpassat d'Universal Television, Revue Studios, va produir una sèrie de programes per a NBC, tot i que Revue tindria èxits en altres xarxes també. Aquesta associació va continuar durant diversos canvis de nom i de titularitat.

### Televisió
NBC Universal Television té les seves arrels modernes en una sèrie d'expansions realitzades per NBC. A finals de la dècada de 1980, NBC va començar a seguir una estratègia de diversificació, inclosa la formació de dues xarxes de televisió per cable propietat de NBC: CNBC i America's Talking. NBC també tenia la propietat parcial de diversos canals esportius regionals i altres canals per cable com ara American Movie Classics i Court TV (fins 2007).
El 1995, NBC va començar a operar NBC Desktop Video, un servei de notícies financeres que enviava vídeo en directe als ordinadors personals. L'any següent, NBC va anunciar un acord amb Microsoft per crear un canal de televisió per cable de notícies, MSNBC (utilitzant la seva base de subscriptors de la xarxa America's Talking). Una empresa conjunta separada amb Microsoft va incloure l'establiment d'un lloc web de notícies, MSNBC.com (ara NBCNews.com).
El 1998, NBC es va associar amb Dow Jones & Co. Les dues empreses van combinar els seus canals de notícies financeres fora dels EUA. Les noves xarxes incloïen NBC Europa, CNBC Europa, NBC Àsia, CNBC Àsia, NBC Àfrica i CNBC Àfrica.
El 1999, NBC va prendre una participació del 32% al grup Paxson, operador de PAX TV. Cinc anys més tard, NBC va decidir vendre la seva participació en PAX TV i posar fi a la seva relació amb el propietari de PAX, Paxson Communications.
El 2001, NBC va adquirir l'emissora estatunidenca en espanyol Telemundo, que inclou la bilingüe Mun2 Television per 1.980 milions de dòlars. Aquell mateix any NBC va adquirir el canal per cable Bravo.

#### Combinació amb Universal
El 2004, enmig d'una important crisi financera causada per la sobreexpansió, l'empresa matriu d'Universal Studios, Vivendi Universal Entertainment (una divisió de l'empresa francesa Vivendi Universal, ara Vivendi), va decidir vendre una participació del 80% a la companyia matriu de NBC, General Electric. La venda i la fusió resultant van formar NBC Universal. La nova empresa era participada en un 80% per GE i en un 20% per Vivendi. L'empresa conjunta abastava els interessos cinematogràfics estatundiencs de Vivendi (com ara Universal Studios), NBC Universal Television Studio, NBC Universal Television Distribution, unitats de producció i distribució, Universal Studios Vídeo domèstic, Universal Studios Consumer Products Group, Back Lot Music (abans NBC Records), així com cinc parcs temàtics, canals de televisió per cable com USA Network, Sci-Fi Channel, el desaparegut Trio, Cloo (abans Sleuth), així com el 50% de les participacions a Canal+ i StudioCanal. Universal Music Group no es va incloure a l'acord i no forma part de NBC Universal.
El 2 d'agost de 2004, les divisions de televisió de NBC i Universal Television es van combinar per formar NBC Universal Television. Les sèries de NBC Studios comprades a la companyia inclouen els drames de la NBC Las Vegas (amb DreamWorks SKG), Crossing Jordan, i American Dreams. Universal Network Television va comprar la franquícia Law & Order i The District; de fet, Universal Network Television havia coproduït American Dreams amb NBC abans de la fusió.
Universal Television Distribution també va comprar a l'empresa Jerry Springer i Maury.
Els programes d'entreteniment produïts pel nou grup inclouen The Tonight Show with Jay Leno, Late Night with Jimmy Fallon, Last Call with Carson Daly, i Saturday Night Live.
La formació de NBC Universal va suposar l'establiment de NBC Universal Cable, que supervisa la distribució, el màrqueting i les vendes de publicitat per a tretze canals (Bravo, Bravo HD+ (finalment rebatejat com a Universal HD), Chiller, CNBC, CNBC World, MSNBC, NBC Universo, Syfy, ShopNBC (que es va convertir en ShopHQ després que NBCUniversal vengués la seva participació a la xarxa), Telemundo, Cloo, USA Network i els Jocs Olímpics per cable). NBC Universal Cable també gestiona les inversions de la companyia a The Weather Channel i TiVo. La divisió de cable també solia operar NBC Weather Plus fins al 2008. També tenia una participació del 50% a Canal+ i també tenia una participació del 15% a A+E Networks fins al 2012.

#### Expansió global

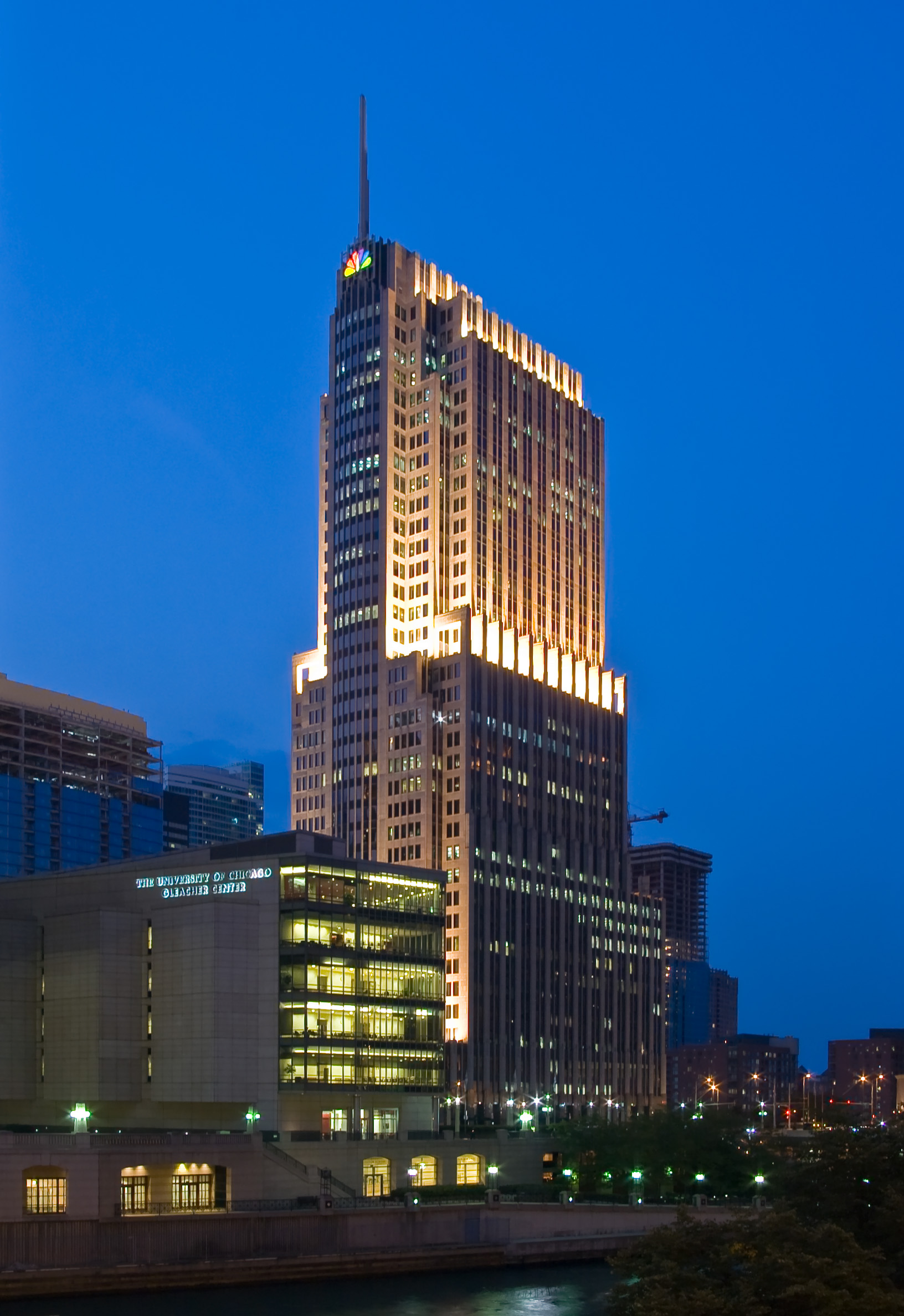
Seu de NBC Universal Chicago (NBC Tower)

A principis de la dècada de 1990, NBC va començar la seva expansió per Europa creant CNBC Europa i la seva exitosa Superestació de NBC Europa durant molt de temps emetent NBC Giga per Alemanya i la resta de la Unió Europea. NBC Europe va ajudar a desenvolupar la Games Convention amb seu a Leipzig, l'exposició de videojocs més gran d'Europa amb més de 100.000 visitants cada any.
El 2005, NBC Universal es va unir a HANA, l'High-Definition Audio-Video Network Alliance per ajudar a establir estàndards d'interoperabilitat en electrònica de consum. Més tard aquell any, NBC Universal va anunciar una associació amb Apple Computer per oferir programes de totes les xarxes de NBC Universal TV a la iTunes Store d'Apple.
Al gener de 2006, NBC Universal va llançar un nou canal per cable, Sleuth. La programació del canal dedicada al gènere de misteri/crim. L'eslògan inicial de Sleuth Network era "Mystery. Crime. All The Time.". A principis de 2008, el canal va donar a conèixer un nou eslògan, "Get Clued In". El 15 d'agost de 2011, Sleuth va canviar el nom a Cloo, per tal de poder marcar i ser propietari del nom, ja que NBCUniversal no pot fer-ho amb el nom Clue (ja que Hasbro en té els drets amb el seu joc de tauler Cluedo). NBCUniversal també va explicar que un altre motiu del canvi de nom va ser que la paraula "Sleuth" és massa comuna per als motors de cerca (una cerca de Google ofereix més de 9.530.000 resultats).
Un any més tard després del debut de Sleuth, NBC Universal va anunciar que la companyia llançaria un canal de cable de temàtica de terror, Chiller, l'1 de març de 2007. En el llançament, Chiller estaria disponible exclusivament a DirecTV. La xarxa inclouria pel·lícules com Psicosi i The Shining i sèries de televisió que inclouen Twin Peaks, Alfred Hitchcock Presents, Freddy's Nightmares, Friday the 13th: The Series, La guerra dels mons i Tales from the Crypt. NBC Universal també va declarar que, a part del contingut de les seves propis productes, Chiller també inclourà contingut d'altres estudis. El 2009, Chiller va donar a conèixer un nou eslògan, "scary good". Això va substituir l'eslògan anterior del canal "Dare To Watch".
El 14 de juny de 2007, NBC Universal Television Studio va ser rebatejat com a Universal Media Studios. La companyia va explicar que el motiu del canvi de nom va ser perquè "el nou nom descriu completament la missió de l'empresa de ser el principal proveïdor de continguts per a plataformes de televisió i digitals, abastant totes les parts del dia televisiu i els gèneres creatius."
L'agost de 2007, NBC Universal va comprar Sparrowhawk Media Group i el va canviar el nom de NBC Universal Global Networks. Aquesta adquisició va donar a NBC Universal tots els canals de Hallmark fora dels Estats Units, a més dels canals anglesos Diva TV, Movies 24, Hallmark Channel i KidsCo. Més tard aquella tardor, la companyia també va adquirir la xarxa Oxygen en un acord separat de 925 milions de dòlars. La venda es va completar un mes després.
A l'estiu de 2008, NBC Universal, Blackstone Group i Bain Capital van anunciar les seves intencions de comprar The Weather Channel a Landmark Communications. L'acord es va tancar el 12 de setembre de 2008. Poc després de completar l'adquisició, NBC va anunciar que la seva xarxa meteorològica de televisió existent, NBC Weather Plus, es tancaria el 31 de desembre de 2008.
Al juliol de 2008, Universal Cable Productions es va separar d'Universal Media Studios i es va traslladar a la divisió NBCU Cable Entertainment de NBCUniversal.
L'estiu de 2008 va marcar la primera aventura de NBC Universal al Regne Unit en adquirir la productora de televisió anglesa Carnival Films.
El 12 de novembre de 2008, NBC Universal va adquirir el 80,1% de Geneon Entertainment de Dentsu al Japó, fusionant-la amb Universal Pictures International Entertainment per formar una nova empresa, Geneon Universal Entertainment Japan.
El 16 de març de 2009, el canal de cable Sci Fi, propietat de NBC Universal, va anunciar que canviaria el seu nom a Syfy, substituint un terme genèric per un nom de marca propietària que pogués ser marca registrada. El canvi de marca i el canvi de nom va tenir lloc el 7 de juliol de 2009.
El 27 d'agost de 2009, A&E Television Networks (A&E) es va fusionar amb Lifetime Entertainment Services (Lifetime), donant a NBC Universal una part igual de Lifetime i A&E amb The Walt Disney Company i Hearst.
El 20 d'octubre de 2010, el canal de cable Chiller, propietat de NBC Universal, va anunciar una important campanya de canvi de marca que incorporava un nou logotip i un aspecte en directe que es va llançar el dimecres 27 d'octubre. 2010. Syfy i el president de Chiller, Dave Howe, van dir: "Tenim plans molt ambiciosos per fer créixer aquesta xarxa com a marca."

### Era Comcast (2011–actualitat)

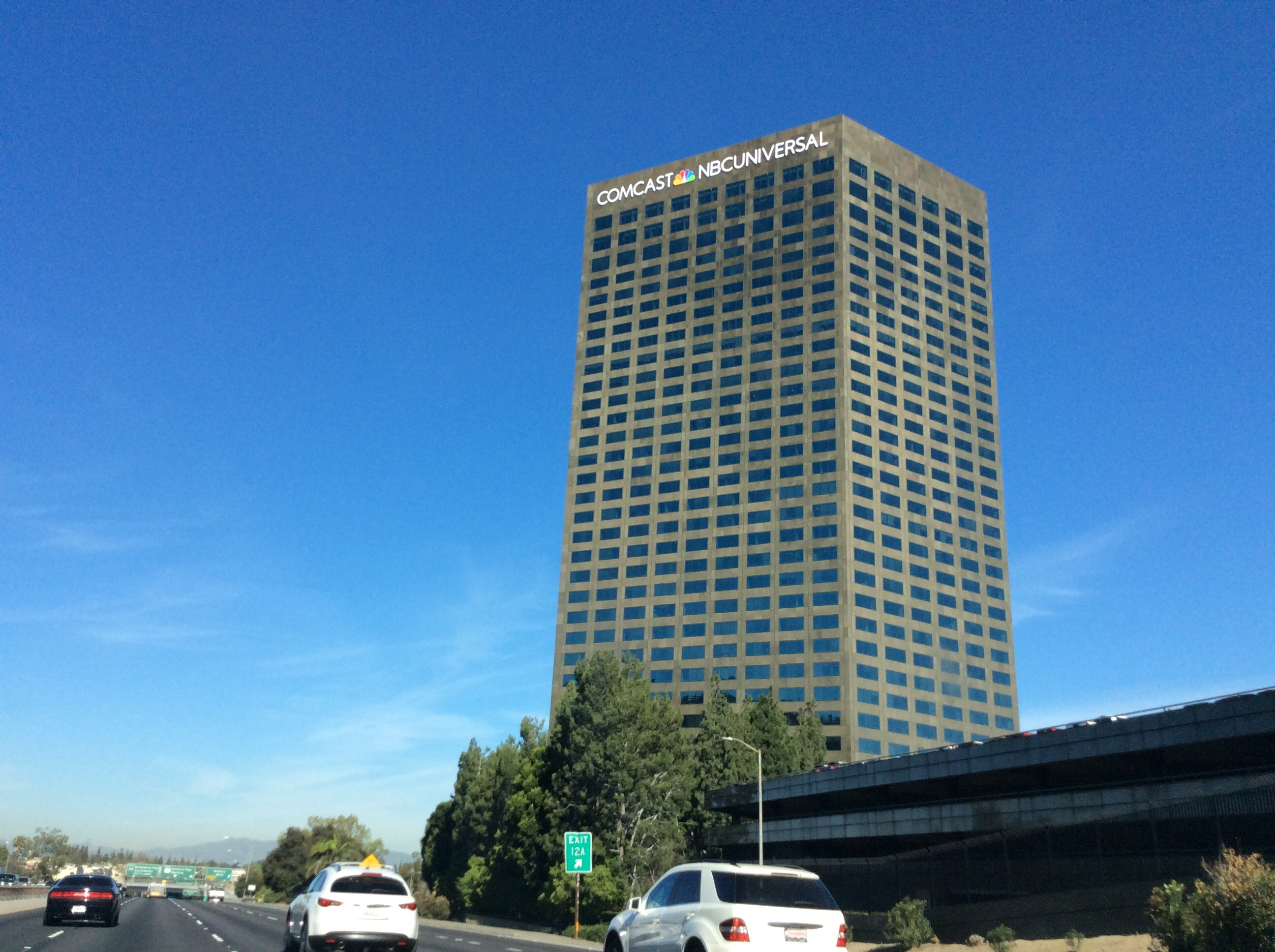
10 Universal City Plaza (al Comtat de Los Angeles) el 2015 després que Comcast adquirís la participació restant de GE a NBC Universal. Observeu que la redacció a la part superior de l'edifici ha canviat. La seu de Comcast es pot veure a Universal Studios Hollywood.

El 3 de desembre de 2009, després de mesos de rumors, es va anunciar formalment un acord en què Comcast compraria una participació a NBC Universal a GE per 6.500 milions de dòlars després del spin-off de determinades empreses, pendents d'aprovació normativa. Segons l'acord, NBC Universal seria controlada amb una participació del 51% per Comcast i GE conservaria el 49% restant. L'acord inclou una disposició en virtut de la qual Comcast ha d'aportar 7.500 milions de dòlars en programació, incloses les xarxes esportives regionals i els canals de cable com ara Golf Channel, Versus, PBS Kids Sprout i E! Entertainment Television. GE va utilitzar alguns dels fons, 5.800 milions de dòlars, per comprar la participació minoritària del 20% de Vivendi a NBC Universal. Segons els termes de l'acord, Comcast es reserva el dret de comprar les accions de GE en determinats moments, i GE es reserva el dret de forçar la venda de la seva participació durant els primers set anys. Vivendi va completar la transacció inicial el 27 de setembre de 2010, venent una participació de 2.000 milions de dòlars a GE (aproximadament el 7,66%).
Els reguladors dels EUA van aprovar la venda proposada el 18 de gener de 2011, amb condicions. Comcast hauria de renunciar al control de la NBC sobre el lloc de vídeos en línia Hulu i assegurar-se que la programació de NBC Universal està disponible per als operadors de cable competidors. La companyia va presentar un nou logotip dissenyat per Wolff Olins, que va substituir un logotip amb el paó de la NBC i una invocació del globus d'Universal Pictures, amb una marca de paraula. La companyia també va començar a estilitzar el seu nom a CamelCase com "NBCUniversal" en lloc de "NBC Universal", per reflectir la unitat de les seves dues divisions principals.
El 26 de gener de 2011, Vivendi va vendre el 20% restant de NBC Universal a GE, donant a GE el control complet de l'empresa abans de la finalització de la venda del 51% de la companyia a Comcast el 28 de gener de 2011. Comcast i GE van formar el holding d'empresa conjunta NBCUniversal, LLC. NBC Universal, Inc. es va convertir en una subsidiària de propietat total del holding i va adoptar el nom, NBCUniversal Media, LLC, el 29 de gener de 2011.
Comcast havia planejat comprar el 49% de la participació de GE durant els set anys següents, però la propietat de NBCUniversal es va mantenir dividida entre el 51 i el 49% durant dos anys, fins a l'anunci del 12 de febrer de 2013 que Comcast tenia la intenció de completar la compra de 16.700 milions de dòlars abans, tot plegat. immediatament. La venda es va completar el 19 de març de 2013.
La corporació el 19 de juliol de 2012 va formar el NBCUniversal News Group amb les divisions de NBC News, CNBC i MSNBC.
Al febrer de 2013, NBCUniversal va fusionar les seves dues divisions de cable, NBCUniversal Cable Entertainment & Cable Studios i NBCUniversal Entertainment & Digital Networks and Integrated Media, en una unitat mentre es va traslladar a Telemundo i Mun2 a una nova divisió, NBCUniversal Hispanic Enterprises and Content. El moviment també va crear la posició a nivell corporatiu de vicepresident executiu a càrrec de les empreses digitals. Al juliol, la companyia va col·locar els canals de televisió NBC i els canals d'O&O de Telemundo en una nova divisió, els canals de televisió de propietat de NBCUniversal, amb New England Cable News que es va transferir a NBC TV Stations.
El 28 d'abril de 2016, NBCUniversal va anunciar oficialment la seva intenció d'adquirir DreamWorks Animation per 3.800 milions de dòlars. Universal Pictures es va fer càrrec de la distribució de les pel·lícules de DreamWorks Animation després que el seu acord amb 20th Century Fox expirés. La venda va ser aprovada pels membres de la junta, però estava subjecta a l'aprovació reguladora. El 21 de juny de 2016, l'adquisició va ser aprovada pel Departament de Justícia dels Estats Units. El 22 d'agost de 2016, l'acord es va completar i DreamWorks Animation és ara una filial de propietat total de NBCUniversal. Això va permetre a Universal Pictures la distribució tant a les pel·lícules de DreamWorks Animation com a Illumination a partir del 2019.
El 15 de febrer de 2017, Universal Studios va adquirir una participació minoritària a Amblin Partners, reforçant la relació entre Universal i Amblin, i reunint un percentatge minoritari del segell DreamWorks Pictures amb DreamWorks Animation.
El 28 de febrer de 2017, NBCUniversal va anunciar que adquiriria el 49% restant del parc temàtic Universal Studios Japan que no posseïa.
L'1 de maig de 2017, NBCUniversal va anunciar que Sprout es rellançaria com a Universal Kids el 9 de setembre de 2017. L'adquisició de DreamWorks Animation per Universal Pictures el 2016 també seria aprofitada per Universal Kids per reforçar la seva programació. Els analistes de la indústria van considerar que la integració de DreamWorks IP amb Universal Kids ajudaria a NBCUniversal a establir un competidor viable multiplataforma per a altres grans xarxes infantils (com ara Nickelodeon de Paramount, Cartoon Network de Warner Bros. Discovery i Disney Channel).
El 10 de maig de 2017, NBCUniversal va anunciar que havia adquirit la plataforma en línia de Denver Craftsy per a la seva divisió Cable Entertainment Group.

#### Intent d'adquisició dels actius de 21st Century Fox i la posterior adquisició de Sky per Comcast
El 16 de novembre de 2017, l'empresa matriu de NBCUniversal, Comcast, va fer una oferta per adquirir l'entreteniment filmat, entreteniment per cable i actius internacionals de 21st Century Fox, deu dies després de The Walt Disney Company (aleshores, es va informar que els propietaris de la cadena rival ABC, el canal d'esports per cable ESPN i el parc temàtic Walt Disney World) estaven negociant amb Fox pels mateixos actius. L'acord contenia actius clau com ara els estudis de cinema i televisió 20th Century Fox, una participació del 30% a Hulu, actius de televisió FX Networks, National Geographic Channel i operacions de televisió internacional com Star India, tot i que s'exclouen la Fox Broadcasting Company, Fox News Channel, Canals de televisió Fox, Fox Business Network, Fox Sports 1 i 2, Fox Deportes i la Big Ten Network, totes de les quals van ser segregades a la companyia "New Fox" (més tard coneguda com a Fox Corporation) dirigida per la família Murdoch.
No obstant això, l'11 de desembre de 2017, Comcast va abandonar oficialment l'oferta, dient que "mai no vam aconseguir el nivell de compromís necessari per fer una oferta definitiva.” El 14 de desembre de 2017, Disney va confirmar oficialment l'adquisició de la majoria dels actius de 21st Century Fox, que va rebre l'aprovació de la Divisió Antimonopoli del Departament de Justícia dels Estats Units el 27 juny de 2018 i aprovada pels accionistes d'ambdues societats un mes després.
El 25 d'abril de 2018, Comcast va llançar la seva oferta d'adquisició de Sky plc a 12,50 £ per acció, o aproximadament 22,1 mil milions de £. 21st Century Fox posseïa una participació important a Sky i estava intentant prendre el control total, abans de la seva pròpia adquisició per part de The Walt Disney Company. El CEO de NBCUniversal Steve Burke va declarar que la compra de Sky duplicaria aproximadament la seva presència als mercats de parla anglesa, i permetria sinergies entre les xarxes i estudis respectius de NBCUniversal i Sky. El 5 de juny de 2018, el Secretari de Cultura Matt Hancock va autoritzar les ofertes respectives de 21st Century Fox i Comcast per adquirir Sky plc. L'oferta de Fox estava supeditada a la desinversió de Sky News. El 15 de juny de 2018, la Comissió Europea va permetre l'autorització antimonopoli a l'oferta de Comcast per comprar Sky, citant que en termes dels seus actius actuals a Europa, hi hauria un impacte limitat sobre la competència. Comcast va incloure un compromís de 10 anys amb les operacions i el finançament de Sky News. L'11 de juliol de 2018, Fox va augmentar la seva oferta per Sky a 14,00 £ per acció, valorant-la en 24,5 mil milions de £. Comcast va contraposar poques hores després amb una oferta de 14,75 £ per acció, valorada en 26.000 milions de £.
El 20 de setembre de 2018, el Tauler d'Adquisicions i Fusions va ordenar que se celebrés una subhasta a cegues "per tal de proporcionar un marc ordenat per a la resolució d'aquesta situació competitiva". En aquest procés, Fox, seguida de Comcast, van fer noves ofertes només en efectiu per a Sky. Després d'aquestes dues primeres rondes de licitació, hi hauria una tercera ronda on ambdues empreses podrien fer noves ofertes. Tanmateix, la tercera ronda de licitació només seria vinculant si ambdues empreses fan una oferta. Comcast va guanyar la subhasta amb una oferta de 17,28 £ per acció, superant l'oferta de Fox de 15,67 £. Sky plc tenia fins a l'11 d'octubre de 2018 per acceptar formalment aquesta oferta.
Després de la seva victòria a la subhasta, Comcast va començar a adquirir accions de Sky del mercat obert. El 26 de setembre de 2018, Fox va anunciar posteriorment la seva intenció de vendre totes les seves accions de Sky plc a Comcast per 12.000 milions de lliures. El 4 d'octubre de 2018, Fox va completar la venda de les seves accions, donant a Comcast una participació de control del 76,8% en aquell moment. El 12 d'octubre de 2018, Comcast va anunciar que adquirirà obligatòriament la resta de Sky després que la seva oferta obtingués l'acceptació del 95,3% dels accionistes de l'emissora, amb la retirada de la companyia a principis de 2019. Sky es va retirar de la cotització el 7 de novembre de 2018, després que Comcast adquirís totes les accions restants.
Tot i que NBCUniversal i Sky encara operen principalment com a entitats separades dins de Comcast, després de l'adquisició de Sky, Comcast ha començat el procés d'integració d'algunes de les operacions internacionals de NBCUniversal amb parts de Sky. Entre altres moviments, els canals de televisió de pagament de NBCUniversal al Regne Unit es doblaran amb els de Sky, i Sky Deutschland es convertirà en l'empresa matriu de les xarxes alemanyes de NBCU.

#### Preparació del servei de streaming Peacock
El 14 de gener de 2019, NBCUniversal va anunciar que llançarà un servei de reproducció en directe per competir amb Netflix, CBS All Access, Amazon Prime Video, Hulu, Apple TV+, HBO Max, i Disney+. Es va fer una reorganització de la principal divisió d'informes directes. Bonnie Hammer va ser nomenada presidenta de NBCUniversal Direct-to-Consumer and Digital Enterprises mitjançant els serveis de streaming i la unitat d'Empreses Digitals. La seva antiga unitat, NBCUniversal Cable Entertainment Group, va ser donada a Mark Lazarus com a president, NBCUniversal Broadcast, Cable, Sports and News. El president de Universal Filmed Entertainment Group, Jeff Shell, va afegir NBC Entertainment, Telemundo i canals internacionals com a president de NBCUniversal Film and Entertainment. El 17 de setembre de 2019, NBCUniversal va anunciar que el servei s'anomenaria Peacock i es va programar per començar les seves operacions el juliol de 2020.
NBCUniversal Content Studios es va formar l'octubre de 2019 amb Hammer com a president i George Cheeks com a vicepresident, que era copresident de NBC Entertainment. Aquesta nova unitat està formada per Universal Television i Universal Content Productions. Hammer va ser substituït com a president de la unitat Direct-to-Consumer i Digital Enterprises per l'executiu de Comcast Matt Strauss, mentre que Paul Telegdy es convertiria en l'únic president de NBC Entertainment i continuaria informant a Shell.
El 25 de febrer de 2020, Comcast va anunciar que compraria Xumo a l'empresa conjunta Panasonic/Viant per una suma no revelada. L'adquisició del servei, que continuarà funcionant com a negoci independent, encara que dins de la divisió de la televisió per cable de Comcast, prové principalment de les associacions de Xumo amb fabricants de televisions intel·ligents (inclosos LG, Panasonic i Vizio), que permetria a Comcast utilitzar la ubicació de Xumo per comercialitzar o mostrar Xfinity i altres serveis de Comcast, així com utilitzar la seva tecnologia per desenvolupar plataformes de streaming addicionals. La companyia té previst afegir contingut de la biblioteca de programació NBCUniversal i de les diferents xarxes de televisió de l'empresa, així com utilitzar-lo per vendre'ls el seu servei híbrid gratuït/subscripció Peacock, semblant a Pluto TV de ViacomCBS per oferir contingut de les seves xarxes de cable després de la compra de l'antiga Viacom del streamer rival a la primavera del 2019.

#### Adquisició de Vudu
Al febrer de 2020, es va informar que Comcast (a través de NBCUniversal) havia entrat en converses per adquirir Vudu de Walmart. El 20 d'abril de 2020, Fandango (propietat de NBCUniversal i Warner Bros. Discovery) va anunciar que adquiriria Vudu. L'adquisició es va completar el 6 de juliol de 2020.

## Persones notables
- Jeff Shell, conseller delegat
  - Matt Bond, president de Distribució de continguts
    - Matt Schnaars, president

  - Cesar Conde, president, NBCUniversal News Group
    - Rashida Jones, president, MSNBC
    - Noah Oppenheim, president, NBC News
    - KC Sullivan, president, CNBC

  - Bonnie Hammer, vicepresidenta
  - Kimberley D. Harris, vicepresident executiu de Comcast Corporation i conseller general de NBCUniversal
  - Pearlena Igbokwe, presidenta, Universal Studio Group
    - Jimmy Horowitz, vicepresident d'Afers Comercials i Operacions

  - Kathy Kelly-Brown, vicepresidenta sènior, Iniciatives estratègiques, Comcast Cable i NBCUniversal
  - Anand Kini, director financer
  - Donna Langley, presidenta, Universal Filmed Entertainment Group
    - Jimmy Horowitz, vicepresident d'Afers Comercials i Operacions
    - Peter Levinsohn, vicepresident i director de distribució

  - Mark Lazarus, president, NBCUniversal Television and Streaming
    - Frances Berwick, presidenta, Entertainment Networks
    - Pete Bevacqua, president, NBC Sports Group
    - Beau Ferrari, president de NBCUniversal Telemundo Enterprises
    - Jimmy Horowitz, vicepresident d'Afers Comercials i Operacions
    - Susan Rovner, presidenta, Contingut d'entreteniment
    - Valari Dobson Staab, president de NBCUniversal Local
    - Matt Strauss, president, Directe al consumidor i internacional
      - Kelly Campbell, presidenta, Peacock i Direct to Consumer

  - Adam Miller, director d'administració de Comcast Corporation i vicepresident executiu de NBCUniversal
    - Jen Friedman, vicepresidenta executiva de comunicacions, NBCUniversal
    - Ian Trombley, president, Operacions i Tecnologia, NBCUniversal
    - Vicki Williams, directora de recursos humans

  - Craig Robinson, vicepresident executiu, director de diversitat
  - Mark Woodbury, president i conseller delegat, Universal Destinations & Experiences
    - Tom Mehrmann, president, director d'operacions Universal Destinations & Experiences, Pacific Rim

  - Linda Yaccarino, presidenta, Global Advertising and Partnerships

## Biblioteques/Catàlegs

### NBCUniversal Film & Entertainment
- Catàleg Universal Pictures.[93]
  - Catàleg de pel·lícules d'Universal International Studios
    - Catàleg de pel·lícules de Carnival Films

  - Catàleg Universal 1440 Entertainment
  - Catàleg Universal Animation Studios.
  - Catàleg DreamWorks Animation.
  - Catàleg Ilumination.
    - Catàleg Illumination Studios Paris.

  - Catàleg Focus Features.
    - Catàleg Good Machine.
    - Catàleg Gramercy Pictures.
    - Catàleg d'October Films.
    - Catàleg de USA Films
    - Catàleg Universal Focus/Universal Classics
    - Catàleg FilmDistrict.
    - Catàleg de Savoy Pictures
    - Catàleg Focus World

  - Catàleg de Working Title Films.
  - Catàleg posterior al 31 de març de 1996 de PolyGram Filmed Entertainment.
    - Catàleg Propaganda Films (després del 31 de març de 1996)
    - Catàleg Interscope Communications (després del 31 de març de 1996)
    - Catàleg Island Pictures (després del 31 de març de 1996)
    - Catàleg de Vision Video (post del 31 de març de 1996)
    - Catàleg d'A&M Films (després del 31 de març de 1996)

  - Catàleg Castle Films/Universal 8
  - Catàleg Amblin Partners.
    - Catàleg Amblin Entertainment (només pel·lícules editades per Universal)
    - Catàleg DreamWorks Pictures posterior al 2016

  - Catàleg Blumhouse Productions (participació minoritària)
  - Catàleg de Back Lot Music
  - Catàleg de OTL Releasing
- Catàleg de pel·lícules originals de Peacock

### Televisió i streaming de NBCUniversal
- Catàleg Universal Television.
  - Catàleg de Revue Studios
  - Catàleg MCA TV.
    - Catàleg MTE

  - Catàleg Entreteniment multimèdia.
  - Catàleg de PolyGram Television (a partir de 1996)
  - Catàleg de sèries de televisió d'Universal International Studios
    - Catàleg d'Heyday Television (empresa conjunta amb Heyday Films)
    - Catàleg Chocolate Media
    - Catàleg de Lark Productions
    - Catàleg de Lucky Giant
    - Catàleg Monkey Kingdom
    - Catàleg d'imatges de Matchbox
    - Catàleg de sèries de televisió Carnival Films

  - EMKA, Ltd.
    - Catàleg Paramount Pictures de 1929–1949

  - Catàleg de Working Title Television
  - Programació original de Telemundo
  - Catàleg Amblin Television, (excepte produccions amb altres companyies)
    - Catàleg posterior al 2008 de DreamWorks Television (excepte les produccions amb altres companyies)

  - El catàleg de NBC Productions (In the House i The Fresh Prince of Bel-Air estan distribuïts per Warner Bros. Television Studios a causa d'un acord de sindicació anterior a NBCU)
    - Catàleg de NBC Enterprises

  - Catàleg internacional de la NBC
  - Catàleg DreamWorks Animation Television.
    - Catàleg DreamWorks Classics/Classic Media
      - Catàleg UPA.
        - Diverses pel·lícules de Godzilla sota llicència de Toho[94]

      - Catàleg Harvey Entertainment.
        - Catàleg Famous Studios,[95] excloent les propietats d'altres empreses i amb llicència als Famous Studios de Paramount

      - Catàleg Western Publishing/Golden Books/Gold Key Comics/Golden Book Video
        - Antic catàleg d'entreteniment familiar de Broadway Video.
          - Catàleg de Rankin/Bass Productions (abans de 1974)

        - Catàleg Total Television.
          - Catàleg de Tomorrow Entertainment (pre-1974)

      - Les dues sèries de Shari Lewis de PBS (Lamb Chop's Play Along i Charlie Horse Music Pizza)[96]
      - Catàleg CST Entertainment
      - Catàleg Big Idea Entertainment (VeggieTales, 3-2-1 Penguins!, Larryboy: The Cartoon Adventures)[97]
      - Catàleg Drets d'entreteniment.
        - Catàleg internacional de Carrington Productions
        - Enllaç Entertainment Rights
        - Catàleg Filmation (amb algunes excepcions per a propietats amb llicència)
        - Catàleg Tell-Tale Productions (inclòs Boo! però excloent els drets a Tweenies)[98][99]
        - Catàleg Woodland Animations (inclòs Postman Pat, Gran, Bertha i Charlie Chalk)

      - Catàleg de Chapman Entertainment (inclòs Fifi and the Flowertots, Roary the Racing Car i Raa Raa the Noisy Lion)[100]
- Catàleg de Walter Lantz Productions.
- Catàleg NBC News.
  - Catàleg CNBC.
  - Catàleg MSNBC.
  - Catàleg de Peacock Productions.
- Catàleg de sèries de televisió originals de Peacock
- Catàleg USA Cable Entertainment
  - Catàleg d'originals Syfy.
  - Catàleg d'originals de Bravo
  - Catàleg d'originals d'E!
  - Catàleg d'originals Oxygen.
  - Catàleg d'originals Universal Kids.
  - Catàleg G4 Media.
    - Catàleg d'originals estil/Esquire Network.

  - Catàleg d'originals Chiller.
  - Catàleg d'originals Cloo.
    - Catàleg d'originals Trio (a partir de 2000)

  - Catàleg d'originals de Fearnet (excloent les sèries produïdes per Sony Pictures Television i Lionsgate Television)
- Catàleg Sky Vision.

### Empreses conjuntes
- Bullwinkle Studios, una empresa conjunta amb Jay Ward Productions per produir i gestionar el catàleg de Jay Ward (incloent The Rocky and Bullwinkle Show, Mr. Peabody & Sherman, i George of the Jungle)[101][102] L'associació de DreamWorks amb Bullwinkle Studios va acabar el febrer de 2022, quan la finca de Ward es va associar amb WildBrain.[103] DreamWorks continuarà posseint les seves coproduccions amb Bullwinkle Studios.[104]